# セルゲイ・アフロメーエフ

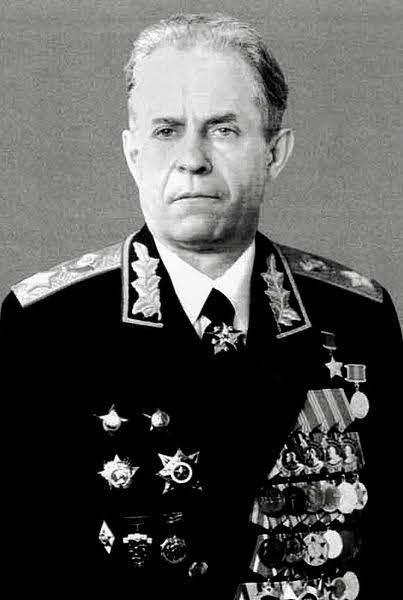
セルゲイ・アフロメーエフ

セルゲイ・フョードロヴィチ・アフロメーエフ（ロシア語: Серге́й Фёдорович Ахроме́ев, ラテン文字転写: Sergei Fyodrovish Akhromeev、1923年5月5日 - 1991年8月24日）は、ソ連の軍人。ソ連邦元帥。ソ連邦英雄。

## 生涯
1940年、赤軍に入隊。第二次世界大戦に従軍。1942年軍学校卒業。1943年共産党に入党。1952年装甲戦車兵アカデミー卒業。1956年12月に大佐、1964年4月に少将に昇進後、1967年参謀本部アカデミー卒業。
1969年2月に中将に昇進後、1972年から極東軍管区参謀長および第一副司令官を歴任。1974年からソ連軍参謀次長、1979年から参謀第一次長。
1981年～1983年党中央委員候補。1983年6月～90年7月中央委員。1983年ソ連邦元帥に任命。1984年9月～1988年11月、参謀総長/国防第一次官。
1988年、党中央委員会国際政策委員。
1989年2月に退役し、ソ連最高会議幹部会議長顧問。1989年5月から最高会議議長顧問、1990年3月からソ連大統領顧問。11月14日、保守系誌の『ソビエツカヤ・ロシア』のインタビューで「国家の分裂を阻止し、社会主義を守るために軍の出動もあり得る」と発言し、注目を集めた。
ペレストロイカ路線をめぐり、ゴルバチョフ大統領と対立。1991年のソ連8月クーデターに参加するも、クーデターは失敗。その後、首吊り自殺をしているのが発見された。執務室には遺書が残されており「私が人生をささげたすべてのものが崩壊しつつある」などと書かれていた。

## 栄誉と賞
1981年レーニン賞受賞。1982年ソ連邦英雄。ソ連最高会議連邦会議代議員。ソ連人民代議員。